# Donacoscaptes
Donacoscaptes is een geslacht van vlinders van de familie grasmotten (Crambidae).

## Soorten
- D. aculeata Hampson, 1903
- D. albescens Capps, 1965
- D. albiceps Hampson, 1919
- D. albimarginalis Hampson, 1919
- D. albipennella Hampson, 1895
- D. albivenalis Hampson, 1919
- D. aracalis Schaus, 1934
- D. arenalis Hampson, 1913
- D. arizonensis Capps, 1965
- D. atrisparsalis Hampson, 1919
- D. attenuata Hampson, 1919
- D. berthellus Dyar, 1911
- D. calamistis Hampson, 1919
- D. carnealis Hampson, 1919
- D. circumvagans Dyar, 1922
- D. cochisensis Capps, 1965
- D. cretaceipars Dyar, 1914
- D. cynedradellus Schaus, 1922
- D. chabilalis Schaus, 1934
- D. chiloidellus Barnes & McDunnough, 1913
- D. delinqualis Dyar, 1914
- D. dentilineatella Barnes & McDunnough, 1913
- D. dentilineella Schaus, 1922
- D. diaperalis Hampson, 1919
- D. diletantellus Dyar, 1912
- D. diminutalis Capps, 1965
- D. discalis Dyar & Heinrich, 1927
- D. donzella Schaus, 1922
- D. dumptalis Schaus, 1922
- D. duomita Dyar, 1912
- D. evanidella Schaus, 1913
- D. flavalis Hampson, 1919
- D. flavilinealis (Hampson, 1919)
- D. floridalis Capps, 1965
- D. forsteri Bleszynski, 1965
- D. fulvescens Hampson, 1919
- D. fuscicilia Hampson, 1910
- D. gloriella Schaus, 1922
- D. hampsoni Kapur, 1950
- D. incoloralis Dyar, 1914
- D. indistinctalis Capps, 1965
- D. infusellus Walker, 1863
- D. ingloriellus Möschler, 1881
- D. latilineata Zeller, 1881
- D. leptigrammalis Hampson, 1919
- D. leucocraspis Hampson, 1919
- D. leucomeralis Hampson, 1919
- D. leucopleuralis Mabille, 1900
- D. lignella Amsel, 1956
- D. linearellus Zeller, 1863
- D. lipan Klots, 1970
- D. lunilinealis Hampson, 1919
- D. marcella Schaus, 1913
- D. maroniella Dyar & Heinrich, 1927
- D. micralis Hampson, 1919

- D. minorella Schaus, 1922
- D. mlanjella Bleszynski, 1961
- D. monodisa Dyar, 1914
- D. monostictus Hampson, 1919
- D. narinella Schaus, 1922
- D. neogynaecella Dyar, 1914
- D. obliquilineelius Hampson, 1895
- D. obliquistrialis Hampson, 1919
- D. pallescens Capps, 1965
- D. panalope Dyar, 1917
- D. paranella Schaus, 1922
- D. parcipunctalis Hampson, 1919
- D. phlebitalis Hampson, 1919
- D. pinosa Zeller, 1881
- D. placidellus Haimbach, 1907
- D. poliella Hampson, 1919
- D. prestonella Schaus, 1922
- D. proalbivenalis Bleszynski, 1961
- D. proaraealis Bleszynski, 1961
- D. prophylactes Meyrick, 1934
- D. punctilineella Barnes & McDunnough, 1913
- D. puritellus Kearfott, 1908
- D. purpurealis Hampson, 1895
- D. quiriguella Schaus, 1922
- D. relovae Klots, 1970
- D. roseiceps Hampson, 1895
- D. rufifusalis Hampson, 1919
- D. rufistrigalis Hampson, 1919
- D. rufulalis Hampson, 1919
- D. rutubella Schaus, 1913
- D. semivittalis Dognin, 1907
- D. squamuiellus Zeller, 1881
- D. steniellus Hampson, 1899
- D. strictalis Dyar, 1914
- D. strigatellus Hampson, 1919
- D. strigulalis Hampson, 1895
- D. subterminalis Hampson, 1919
- D. tauromma Kapur, 1950
- D. thyonella Schaus, 1913
- D. unipunctalis Hampson, 1919
- D. unipunctella Bleszynski, 1961
- D. validus Zeller, 1877
- D. venadialis Schaus, 1922